# ロードショー (古時計の曲)
「ロードショー」は、古時計が発売した、ファーストシングル。

## 収録曲
Side:A
1. ロードショー（4分4秒）
  - 作詞:伊丹恵／作曲:山本達夫／編曲:青木望

Side:B
1. サヨナラ愛の詩（4分20秒）
  - 作詞:おおばひろかず／作曲:おおばひろかず、藤山節雄／編曲:青木望